# ATX Open 2023 - Qualificazioni singolare
Le qualificazioni del singolare dell'ATX Open 2023 sono un torneo di tennis preliminare per accedere alla fase finale della manifestazione disputate il 25 e 26 febbraio 2023. I vincitori dell'ultimo turno sono entrati di diritto nel tabellone principale. In caso di ritiro di uno o più giocatori aventi diritto a questi sono subentrati i Lucky loser, ossia i giocatori che hanno perso nell'ultimo turno ma che avevano una classifica più alta rispetto agli altri partecipanti che avevano comunque perso nel turno finale.

## Teste di serie
1. Jodie Burrage (primo turno)
2. CoCo Vandeweghe (ultimo turno, lucky loser)
3. Ėrika Andreeva (ultimo turno, lucky loser)
4. Nao Hibino (ultimo turno, lucky loser)
5. Katie Boulter (qualificata)
6. Heather Watson (qualificata)

1. María Carlé (ultimo turno)
2. Ashlyn Krueger (qualificata)
3. Ann Li (qualificata)
4. Carol Zhao (primo turno)
5. Elina Avanesjan (ultimo turno, ritirata)
6. Louisa Chirico (qualificata)

## Qualificate
1. Robin Montgomery
2. Louisa Chirico
3. Ashlyn Krueger

1. Ann Li
2. Katie Boulter
3. Heather Watson

## Lucky losers
1. CoCo Vandeweghe
2. Ėrika Andreeva

1. Nao Hibino

## Tabellone

### Legenda
| - Q = Qualificato - WC = Wild card - LL = Lucky loser | - ALT = Alternate - SE = Special Exempt - PR = Protected Ranking | - w/o = Walkover - r = Ritirato - d = Squalificato |

### Sezione 1
|  | Primo turno | Primo turno      | Primo turno      | Primo turno | Primo turno |  |  | Ultimo turno | Ultimo turno     | Ultimo turno     | Ultimo turno | Ultimo turno |  |
|  |             |                  |                  |             |             |  |  |              |                  |                  |              |              |  |
|  | 1           | Jodie Burrage    | Jodie Burrage    | 4           | 5           |  |  |              |                  |                  |              |              |  |
|  |             | Robin Montgomery | Robin Montgomery | 6           | 7           |  |  |              | Robin Montgomery | Robin Montgomery | 7            | 6            |  |
|  |             | Elvina Kalieva   | Elvina Kalieva   | 7           | 6           |  |  |              | Elvina Kalieva   | Elvina Kalieva   | 64           | 1            |  |
|  | 10          | Carol Zhao       | Carol Zhao       | 63          | 4           |  |  |              |                  |                  |              |              |  |

### Sezione 2
|  | Primo turno | Primo turno     | Primo turno     | Primo turno | Primo turno |  |  | Ultimo turno | Ultimo turno    | Ultimo turno | Ultimo turno | Ultimo turno |  |
|  |             |                 |                 |             |             |  |  |              |                 |              |              |              |  |
|  | 2           | CoCo Vandeweghe | CoCo Vandeweghe | 6           | 6           |  |  |              |                 |              |              |              |  |
|  |             | Lena Papadakis  | Lena Papadakis  | 4           | 1           |  |  | 2            | CoCo Vandeweghe | 6            | 3            | 6(0)         |  |
|  | WC          | Nicole Khirin   | Nicole Khirin   | 3           | 4           |  |  | 12           | Louisa Chirico  | 4            | 6            | 7            |  |
|  | 12          | Louisa Chirico  | Louisa Chirico  | 6           | 6           |  |  |              |                 |              |              |              |  |

### Sezione 3
|  | Primo turno | Primo turno    | Primo turno    | Primo turno | Primo turno |  |  | Ultimo turno | Ultimo turno   | Ultimo turno | Ultimo turno | Ultimo turno |  |
|  |             |                |                |             |             |  |  |              |                |              |              |              |  |
|  | 3           | Ėrika Andreeva | 2              | 6           | 7           |  |  |              |                |              |              |              |  |
|  |             | You Xiaodi     | 6              | 2           | 6(1)        |  |  | 3            | Ėrika Andreeva | 6            | 5            | 1            |  |
|  |             | Sára Bejlek    | Sára Bejlek    | 0           | 3           |  |  | 8/WC         | Ashlyn Krueger | 1            | 7            | 6            |  |
|  | 8/WC        | Ashlyn Krueger | Ashlyn Krueger | 6           | 6           |  |  |              |                |              |              |              |  |

### Sezione 4
|  | Primo turno | Primo turno | Primo turno | Primo turno | Primo turno |  |  | Ultimo turno | Ultimo turno | Ultimo turno | Ultimo turno | Ultimo turno |  |
|  |             |             |             |             |             |  |  |              |              |              |              |              |  |
|  | 4           | Nao Hibino  | Nao Hibino  | 6           | 6           |  |  |              |              |              |              |              |  |
|  | WC          | Liv Hovde   | Liv Hovde   | 2           | 1           |  |  | 4            | Nao Hibino   | 1            | 6            | 4            |  |
|  | WC          | Ellen Perez | Ellen Perez | 64          | 2           |  |  | 9            | Ann Li       | 6            | 3            | 6            |  |
|  | 9           | Ann Li      | Ann Li      | 7           | 6           |  |  |              |              |              |              |              |  |

### Sezione 5
|  | Primo turno | Primo turno     | Primo turno     | Primo turno | Primo turno |  |  | Ultimo turno | Ultimo turno    | Ultimo turno | Ultimo turno | Ultimo turno |  |
|  |             |                 |                 |             |             |  |  |              |                 |              |              |              |  |
|  | 5           | Katie Boulter   | Katie Boulter   | 7           | 6           |  |  |              |                 |              |              |              |  |
|  |             | Hailey Baptiste | Hailey Baptiste | 5           | 0           |  |  | 5            | Katie Boulter   | 2            | 7            | 2            |  |
|  |             | Kayla Day       | Kayla Day       | 63          | 4           |  |  | 11           | Elina Avanesjan | 6            | 5            | 0r           |  |
|  | 11          | Elina Avanesjan | Elina Avanesjan | 7           | 6           |  |  |              |                 |              |              |              |  |

### Sezione 6
|  | Primo turno | Primo turno    | Primo turno  | Primo turno | Primo turno |  |  | Ultimo turno | Ultimo turno   | Ultimo turno   | Ultimo turno | Ultimo turno |  |
|  |             |                |              |             |             |  |  |              |                |                |              |              |  |
|  | 6           | Heather Watson | 6            | 4           | 6           |  |  |              |                |                |              |              |  |
|  |             | Jamie Loeb     | 3            | 6           | 4           |  |  | 6            | Heather Watson | Heather Watson | 6            | 7            |  |
|  |             | Gabriela Lee   | Gabriela Lee | 3           | 1           |  |  | 7            | María Carlé    | María Carlé    | 4            | 5            |  |
|  | 7           | María Carlé    | María Carlé  | 6           | 6           |  |  |              |                |                |              |              |  |